# Lothar Domröse
Lothar Paul Georg Domröse (* 27. Oktober 1920 in Stolp, Pommern; † 19. Mai 2014 in Bonn) war ein deutscher Offizier, zuletzt Generalleutnant der Bundeswehr. Er war Chef des Stabes beim Führungsstab der Streitkräfte. 1963 war er kommissarischer Vorsitzender des Deutschen Bundeswehrverbandes und von 1983 bis 1991 Präsident der Clausewitz-Gesellschaft.

## Leben
Beförderungen
- 1. April 1941 Leutnant
- 1. August 1943 Oberleutnant
- 16. Mai 1956 Hauptmann
- 9. Mai 1958 Major
- 10. Mai 1963 Oberstleutnant
- 15. August 1966 Oberst
- 1. Oktober 1969 Brigadegeneral
- 1. April 1973 Generalmajor
- 20. Dezember 1976 Generalleutnant

Lothar Domröse wurde nach dem Abitur 1939 am Schiller-Gymnasium in Berlin-Lichterfelde im Dezember des gleichen Jahres als Fahnenjunker zur Wehrmacht eingezogen. Er wurde beim Infanterieregiment 73 in Hannover und an der Kriegsschule in Potsdam ausgebildet. Im April 1941 wurde er Zugführer und später Kompaniechef im Schützen-Regiment 73 der 19. Panzer-Division. Im Oktober 1941 erlitt er eine schwere Verwundung und wurde in ein Lazarett eingeliefert, wo er bis zur Genesung verweilte. Im Oktober 1943 wurde er Fähnrichvater und Bataillonsadjutant im Panzergrenadier-Ersatz- und Ausbildungs-Bataillon 73 und im Januar 1944 Hilfsoffizier beim Abteilungsleiter IIa 1 beim stellvertretenden Generalkommando des XI. Armeekorps. Im April 1945 wurde er Ordonnanzoffizier beim Oberbefehlshaber der Armeegruppe „Blumentritt“, General der Infanterie Günther Blumentritt. Domröse war im Zweiten Weltkrieg an der West- und Ostfront eingesetzt; im Mai 1945 geriet er in britische Kriegsgefangenschaft.
1956 wurde er in die Bundeswehr übernommen und war zunächst als Sachbearbeiter im Bundesministerium der Verteidigung (BMVg) in Bonn. 1958/59 absolvierte er den 2. Generalstabslehrgang Heer an der Führungsakademie der Bundeswehr (FüAkBw) in Hamburg, wo er zum Offizier im Generalstabsdienst ausgebildet wurde. Von 1959 bis 1962 war er G3 der Panzerbrigade 8 „Lüneburg“. Von 1962 bis 1965 war er im Führungsstab des Heeres (Fü H) in Bonn und 1965/66 im Führungsstab der Streitkräfte (Fü S) in Bonn tätig. 1966 übernahm er die Leitung des Presse- und Informationsstabes des Bundesministeriums der Verteidigung (PrInfoStab) in Bonn. 1969 wurde er Kommandeur der Panzerbrigade 2 in Braunschweig. Am Royal College of Defence Studies (RCDS) in London durchlief er 1972 den Generalstabslehrgang. 1973 wurde er Stabschef der Northern Army Group (NORTHAG) in Mönchengladbach. 1975 übernahm er das Amt des Chefs des Stabes des Führungsstabes der Streitkräfte im BMVg in Bonn. Von 1977 bis 1981 war er Deputy Chief of Staff Operations am Supreme Headquarters Allied Powers Europe (SHAPE) in Mons, Belgien. 1981 trat er außer Dienst.

## Sonstiges
Von 1947 bis 1956 arbeitete er als Geschäftsführer einer zivilen Dienstgruppe der Alliierten und einer Transformatorenfabrik. 1992 war er Gründungsgesellschafter des Aroma- und Riechstoffherstellers Miltitz Aromatics bei Leipzig. 1963 war Domröse Interimsvorsitzender und danach stellvertretender Vorsitzender des Deutschen Bundeswehrverbandes (DBwV). Von 1983 bis 1991 war er Präsident der Clausewitz-Gesellschaft. Außerdem war er Rotarier. Er war evangelischer Konfession, verheiratet und hatte drei Kinder; sein Sohn Hans-Lothar Domröse war General des Heeres.

## Auszeichnungen
- 1941  Verwundetenabzeichen
- 1974: Bundesverdienstkreuz 1. Klasse
- 1978: Großes Bundesverdienstkreuz
- 1981: Großes Bundesverdienstkreuz mit Stern
- 1991: Ehrenmitglied der Clausewitz-Gesellschaft
- Ehrenmitglied des Deutschen Bundeswehrverbandes

## Schriften
- (Bearb.): Hans Joachim von Joeden: Führung und Befehl. Führungshilfen und Befehlsmuster mit taktischen Hinweisen für Offiziere, Offizieranwärter und Unteroffiziere. 2. Auflage, Wehr und Wissen, Darmstadt 1964. (4. Auflage 1967)
- Worum geht es in Genf und Wien? Vortrag, gehalten am 18. November 1974 vor Mitgliedern des Industrie-Clubs Düsseldorf. Industrie-Club, Düsseldorf 1974.
- (Hrsg.): Ulrich de Maizière. Stationen eines Soldatenlebens. Herford, Mittler 1982, ISBN 3-8132-0141-4.
- Wilhelm Bruns, Horst Ehmke, Christian Krause (Hrsg.): Bedrohungsanalysen. Eine Sachverständigenanhörung mit Wilfried Freiherr von Bredow, Andreas von Bülow, Lothar Domröse, Hans Poeppel, Klaus von Schubert, Günter Vollmer.  Verlag Neue Gesellschaft, Bonn 1985, ISBN 3-87831-408-6.